# كنغال
كَنغال هي بلدة تقع في محافظة سيواس بتركيا. العمدة الحالي للبلدة هو أحمد كورشاد أبايدن من حزب الاتحاد الكبير.